# Lost in Transit
Lost in Transit er en amerikansk stumfilm fra 1917 af Donald Crisp.

## Medvirkende
- George Beban som Niccolo Darini.
- Helen Jerome Eddy som Nita Lapi.
- Pietro Sosso som Lapi.
- Vera Lewis som Mrs. Flint.
- Henry A. Barrows som Mr. Kendall.